# Bartkowski Dwór
Bartkowski Dwór (deutsch Bartkenhof) ist ein kleiner Ort in der polnischen Woiwodschaft Ermland-Masuren. Er gehört zur Landgemeinde Wieliczki (Wielitzken, 1938–1945 Wallenrode) im Powiat Olecki (Kreis Oletzko, 1933–1945 Kreis Treuburg).

## Geographische Lage
Bartkowski Dwór liegt im Osten der Woiwodschaft Ermland-Masuren, 13 Kilometer südlich der Kreisstadt Olecko (Marggrabowa, umgangssprachlich auch: Oletzko, 1928–1945 Treuburg).

## Geschichte
Der heutige Weiler (polnisch osada) und ehemalige Gutsort Bartkenhof wurde zwischen 1839 und 1855 gegründet. Bis 1945 war er in die Gemeinde Bartki (deutsch Bartken) im Kreis Oletzko (1933–1945 Kreis Treuburg) im Regierungsbezirk Gumbinnen der preußischen Provinz Ostpreußen einbezogen.
In Kriegsfolge kam der kleine Ort 1945 mit dem gesamten südlichen Ostpreußen zu Polen und trägt seither die polnische Namensform Bartkowski Dwór. Er ist jetzt eine Ortschaft im Verbund der Landgemeinde Wieliczki im Powiat Olecki, bis 1998 der Woiwodschaft Suwałki, seitdem der Woiwodschaft Ermland-Masuren zugehörig.

## Religionen
Bartkenhof war bis 1945 in die evangelische Pfarrgemeinde Gonsken (Herzogskirchen) in der Kirchenprovinz Ostpreußen der Evangelischen Kirche der Altpreußischen Union und in die katholische Pfarrgemeinde Marggrabowa (Treuburg) im Bistum Ermland eingepfarrt.
Heute gehört Bartkowski Dwór zur evangelischen Kirchengemeinde in Ełk (deutsch Lyck), einer Filialgemeinde der Pfarrei in Pisz (Johannisburg) in der Diözese Masuren der Evangelisch-Augsburgischen Kirche in Polen, bzw. zur katholischen Pfarrkirche Wieliczki im Bistum Ełk der Römisch-katholischen Kirche in Polen.

## Verkehr
Bartkowski Dwór ist über einen Landweg zu erreichen, der von der Straße Bartki–Nory (deutsch Bartken–Nordenthal) in südlicher Richtung abzweigt. Eine Bahnanbindung besteht nicht.